# 集體殺人村
《集體殺人村》(Polt Muβ Weinen)德語意譯為波特淚下，華語地區翻譯後出版改名為《集體殺人村》。《集體殺人村》是德語作家阿弗烈德·柯馬列(Alfred Komarek)所著，於1998年出版，翌年獲選德語地區最重要的偵探小說大奬葛勞塞獎得奬作品。其後作者阿弗烈德·柯馬列以此小說的主角波特續寫第二部《鮮花贈予波特保安官》(Blumen fur Polt)和第三部《天國‧波特‧地獄》(Himmel, Polt und Holle)。

## 內容簡介
奧地利平靜的一條釀酒小村落，作惡多端的韓亞伯某日被附近的兩位酒農發現死在韓亞伯自己的釀酒室裡，初步法醫證實死於二氧化碳毒而死，大量的二氧化碳來自葡萄發酵時產生，因此韓亞伯被判定為自然死亡。
保安官波特對於韓亞伯的死十分在意，韓亞伯無惡不作，經常與其他村民發生爭執，某次在執勤中，更在一位青年人口中得知，即使在村外，韓亞伯亦與部分村民結下仇怨，故認為村內不少人都對韓亞伯有殺機，於是繼續暗中調查此案。有一次，波特到某村民的酒莊品酒，在離開時，波特在門上發現一張紙條，紙條上寫著叫波特不要多管閒事，波特上報事件，維也納分局派出克拉提督察調查此案。
波特和克拉提再次回到案發現場韓亞伯的釀酒室搜集證據，搜集證據的時候，兩人發現原來村內不少的地下酒窖其實是相連的，只要搬開中間鬆動的磚頭，便能通到其他酒窖，同時，兩人在韓亞伯的酒窖中，發現出一封韓亞伯的「遺書」，在遺書中，韓亞伯極苛刻地羅列出每一個村民與他的爭執，令兩位調查人員相信有人殺害韓亞伯。
兩人回到警局後，其中一位村民來自首，表示該紙條是他寫的，但他並不承認他是兇手，他寫該紙條只是希望波特不要再為韓亞伯的死調查下去，他相信村內一半的人希望殺死韓亞伯，而另一半人亦不會反對這樣做，可惡的韓亞伯的死對於寧靜的村落而言，實在是件利多於弊的事。波特雖然認同這位村民的說話，但卻不能眼看兇殺案發生，決定繼續調查。
與韓亞伯經常往來的三人中的巴托受人襲擊致重傷，波特懷疑巴托知道了另外兩人的秘密，所以被殺人滅口。波特於是盤問兩人，建築師潘維與韓亞伯來往因為韓亞伯手執當年潘維要脅老師的證據，潘維只好與他為伍。而記者蘇福勒原來潦倒過活，一直依靠韓亞伯接濟生活。受傷者巴托則因為韓亞伯讓他喝酒，自願過著小丑般的生活，三人因為不同的理由飽受韓亞伯的折磨。巴托在某次的「派對」中，發現蘇福勒和韓亞伯的太太有染，蘇福勒怕這秘密會洩漏給他太太知道，因而襲擊巴托，實際上兩人與韓亞伯的死無關。
波特感覺到村內的村民對他有所隱瞞，似乎在維護其中一個村民，波特苦無對策，納悶非常，找他的老師朋友傾訴，他的朋友建議他散佈謠言指蘇福勒被判罪，讓真正的兇手受到良心的責備，自動歸案。經過一段日子，四位村民相約波特品酒，事實上是四人承認共謀殺害韓亞伯，四人中的布魯諾罹患癌症，僅能再活幾個月，最後他自殺了斷，並在遺書中隻身承擔所有謀殺韓亞伯的罪名，為其他三人開脫。一直執意尋找此案真相的波特，到了此時卻留下了傷心淚，接受了布魯諾的遺願，沒有揭穿四人共謀之事。